# Belling (Adelsgeschlecht)

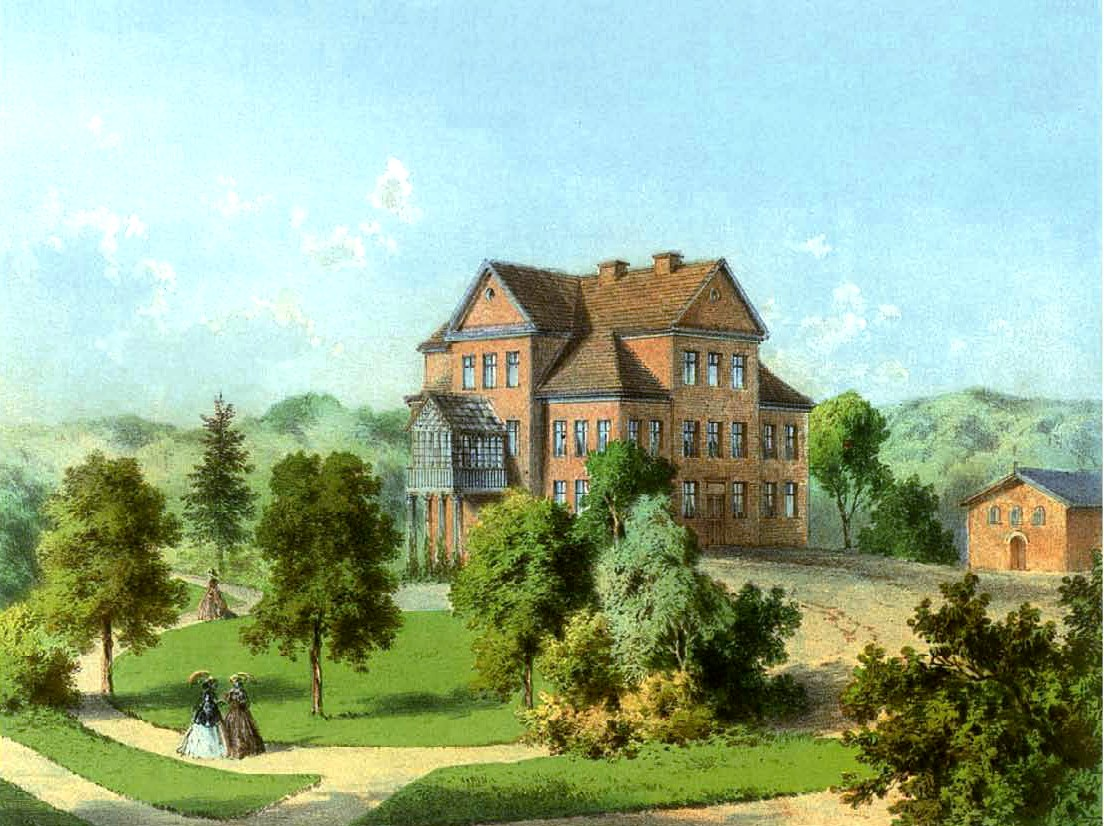
Gut Seubersdorf um 1860, Sammlung Alexander Duncker

Belling ist der Name eines brandenburgisch-pommerschen Adelsgeschlechts.

## Geschichte
Mit dem Zeugen Henricus de Bellingen wurde das Geschlecht 1274 in einer Urkunde Herzogs Barnim I. zuerst genannt. Im Jahre 1279 sind erste Belehnungen von Angehörigen in Pommern dokumentiert. Nach anderen Quellen, nimmt die Familie 1277 in der Uckermark ihren Ursprung. Die durchgängige Stammreihe beginnt mit Joachim von Belling, der 1501 mit Niederlandin und Bassow belehnt wurde. 1687 gelangten Beerfelde und Hohengrape in Familienbesitz. 1763 bzw. 1772 erwarb Wilhelm Sebastian von Belling (1719–1779) die Güter Schojow und Schwetzkow im Kreis Stolp. Zuletzt, also im Ausgang des 18. Jahrhunderts, war Wussow im Besitz der Tochter des vorgenannten, Dorothea Elisabeth, vermählte von der Goltz.
Auch in der Neumark war die Familie seit dem 13. Jahrhundert landgesessen. Das hiesige Stammgut war Cremlin, welches bis 1794 bei den von Belling blieb. Auch Giesenbrügge war über Jahrhunderte in Familienbesitz. Um 1800 macht sich die Familie erneut in Pommern sesshaft, wo sie bis 1855 auf Tietzow begütert waren.
Der brandenburgische General Johann Georg von Belling (1642–1689) war durch Erwerb der Seubersdorffschen Güter Stifter der preußischen Linie. Seine Söhne besaßen u. a. auch Paulsdorf, Münsterberg und Bauthen. Um 1770 hat diese Linie ihren Ausgang gefunden.

## Angehörige
- Johann Georg von Belling (1642–1689), brandenburgischer General
- Wilhelm Sebastian von Belling (1719–1779), preußischer Husarengeneral

## Wappen
In Silber ein schräglinks liegender Baum mit grün belaubten (meist oben zwei und unten einem heraussprießenden Blatt) Zweigen. Auf dem Helm mit schwarz-silbernen Decken, sechs abwechselnd gereihte schwarz und silberne Straußenfedern.

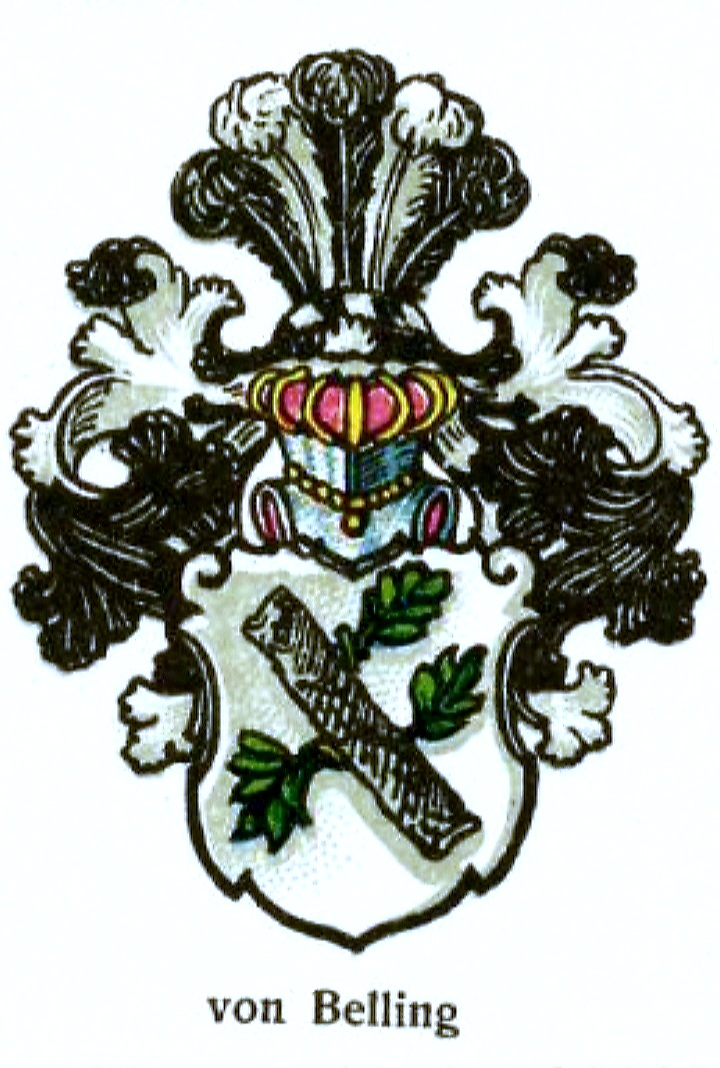
Wappen der geadelten Belling

Der kaiserliche Rat und Sekretär der Grafschaft Glatz Goswin Belling wurde 1720 in den böhmischen Ritterstand erhoben. Bestandteil seines Wappens war ein schräglinks gelegter Blätterzweig, was eine heraldische Bezugnahme auf die hier artikelgegenständigen von Belling darstellt, ohne dass jedoch Verwandtschaft erwiesen oder auch nur anzunehmen ist.